# 표바하
표바하(Pyo baha, 2000년 10월 11일 ~)는 대한민국의 뮤지컬 배우다.

## 방송
- 만원의 행복 (2004)
- 둥지탈출 3 (2018)
- 내일은 국민가수 (2021) - Top111
- 잠만 자는 사이 (2022)

## 공연
- 비지트 (2010) - 다미 역
- 블루헬멧 : 메이사의 노래 (2022) - 서은아 역
- 드림하이 (2023) - 윤백희 역 (2023.5.13 ~ 2023.7.23 광림아트센터 BBCH홀)

## 수상
- 제1회 동아뮤지컬콩쿠르 고등부 장려상 (2017)
- 제4회 딤프 뮤지컬 스타 딤프 뮤지컬 스타상 (2018)
- 제2회 동아뮤지컬콩쿠르 고등부 금상 (2018)